# غاز البوسفور
| النوع             | خاصة                                     |
| الصناعة           | النفط والغاز                             |
| التأسيس           | 2003                                     |
| المقر             | اسطنبول، تركيا                           |
| الأشخاص الرئيسيين | علي شين عدنان شين ميرت جوكسو             |
| المنتجات          | الغاز الطبيعي                            |
| الخدمات           | توزيع الغاز الطبيعي                      |
| الشركة الأم       | 100% من المساهمين عدنان شين منذ عام 2016 |
| الموقع الإلكتروني | https://www.bosphoruzgaz.com/            |

مؤسسة غاز البوسفور هي مستورد وموزع للغاز في تركيا تتحكم في حوالي 25% من سوق الغاز الطبيعي الخاص في تركيا.
تأسست الشركة في عام 2003 في إسطنبول. في عام 2004 أصبحت غازبروم ألمانيا وهي شركة تابعة لشركة الغاز الروسية غازبروم، مساهم في مؤسسة غاز البوسفور. في 2009، رفعت غازبروم حصتها في الشركة من 40% إلى 51%. في وقت لاحق من ذلك العام، حصلت غازبروم ألمانيا على أسهم إضافية بنسبة 20%. هذا الاستحواذ بانتظار الموافقة من السلطات التركية. باقي الأسهم مملوكة لشركة تور إينرجي، وهو مشروع مشترك بين عائلة شين وإدارة رينغاز بي.في.
في 2005، مؤسسة غاز البوسفور ربحت مناقصة لإعادة البيع حتى عام 2021 بقيمة 750 مليون متر مكعب من الغاز اشترتها شركة الطاقة التركية بوتاش من غازبروم. وفقاً لشركة غازبروم، تستكشف مؤسسة غاز البوسفور إمكانيات مختلفة للمشاركة في خصخصة شبكات توزيع الغاز في البلاد وفي بناء صهاريج تخزين الغاز تحت الأرض في تركيا.

## روابط خارجية
- الموقع الرسمي